# Salzburger Fußballcup
Der Cup des Salzburger Fußballverbandes, kurz SFV-Cup genannt, ist einer von neun österreichischen Fußball-Pokalwettbewerben für Amateurmannschaften der Herren auf Verbandsebene, der vom Salzburger Fußballverband ausgerichtet und im K.-o.-System ausgetragen wird.
Der Pokalwettbewerb trägt den Namen Salzburger Fußballcup, bis 1959 Salzburger Landespokal, ab 2004 SFV-Stiegl-Landescup, und ist ein Qualifikationsbewerb für den ÖFB-Cup. Zuletzt konnte der FC Pinzgau Saalfelden den Titel gewinnen.
Der Landespokal stellte beginnend in den 1920er Jahren bis Ende der 1950er Jahre neben der Meisterschaft den Höhepunkt des Salzburger Fußballgeschehens dar. Nach einer 45-jährigen Unterbrechung wurde er 2005 wieder eingeführt und wird seither unter Sponsorenschaft der Stieglbrauerei zu Salzburg als SFV-Stiegl-Cup jährlich ausgetragen.

## Geschichte
Anfänge bis nach dem Zweiten Weltkrieg
| Saison | Pokal-Sieger                                  | Finalist                                      | Resultat                                      |
| Dr.-Rehrl-Pokal | Dr.-Rehrl-Pokal                               | Dr.-Rehrl-Pokal                               | Dr.-Rehrl-Pokal                               |
| --- | --------------------------------------------- | --------------------------------------------- | --------------------------------------------- |
| 1926 | 1. Salzburger SK 1919                         | FC Hertha Salzburg                            | 3:2                                           |
| 1927 | Salzburger AK 1914                            | 1. Salzburger SK 1919                         | SC1                                           |
| 1928 | 1. Salzburger SK 1919                         | FC Hertha Salzburg                            | 3:2                                           |
| 1929 | Salzburger AK 1914                            | 1. Salzburger SK 1919                         | 6:2                                           |
| 1930 | Salzburger AK 1914                            | FC Hertha Salzburg                            | 4:2                                           |
| 1931 | Salzburger AK 1914                            | FC Hertha Salzburg                            | 8:0                                           |
| 1932 | Salzburger AK 1914                            | FC Rapid Salzburg                             | 9:1                                           |
| 1933 | Salzburger AK 1914                            | FC Hertha Salzburg                            | 5:1                                           |
| 1934 | Salzburger AK 1914                            | SV Austria Salzburg                           | 7:1                                           |
| 1935 | kein Bewerb                                   | kein Bewerb                                   | kein Bewerb                                   |
| 1936 | Halleiner AC                                  | 1. Salzburger SK 1919                         | 6:3                                           |
| 1937 | SV Austria Salzburg                           | Salzburger AK 1914                            | 2:1                                           |
| 1938 – 1945 | kein Bewerb                                   | kein Bewerb                                   | kein Bewerb                                   |
| Demokratisches Volksblatt-Cup |                                               |                                               |                                               |
| 1946 | ATSV Bürmoos                                  | SV Austria Salzburg                           | 6:1                                           |
| Salzburger Landescup |                                               |                                               |                                               |
| 1947 | 1. Salzburger SK 1919                         | Salzburger AK 1914                            | 2:0                                           |
| 1948 | Union FC Salzburg                             | Salzburger AK 1914                            | 4:2                                           |
| 1949 – 1950 | kein Bewerb                                   | kein Bewerb                                   | kein Bewerb                                   |
| 1951/52/53 | abgebrochen                                   | abgebrochen                                   | abgebrochen                                   |
| 1954 – 1955 | kein Bewerb                                   | kein Bewerb                                   | kein Bewerb                                   |
| 1956 | SV Bürmoos                                    | SK Bischofshofen                              | 3:2                                           |
| Tauernliga-Cup |                                               |                                               |                                               |
| 1957 SC2 | SK Bischofshofen                              | ASV Blau-Weiß Salzburg                        | 3:1                                           |
| 1958 | kein Bewerb (Übergang Kalenderjahr zu Saison) | kein Bewerb (Übergang Kalenderjahr zu Saison) | kein Bewerb (Übergang Kalenderjahr zu Saison) |
| Salzburger Landescup |                                               |                                               |                                               |
| 1958/59 | SV Austria Salzburg                           | 1. Halleiner SK                               | 5:0                                           |
| SC1 Das Finalspiel des Jahres 1927 wurde beim Spielstand von 5:2 für den Salzburger AK 1914 abgebrochen und vom Verband nicht gewertet. Als offiziellen Grund gab der Verband rechtswidrige Vorkommnisse auf beiden Seiten an. SC2 1957 wurde der Pokal nur unter den Salzburger Vereinen der Tauernliga ausgespielt. |                                               |                                               |                                               |

Mit der Loslösung des „Salzburger Fußballverbandes“ (SFV) vom bis dahin gemeinsamen Fußballverband für Oberösterreich und Salzburg und der trotz starken Widerstandes des bisherigen Partners erfolgten Anerkennung als eigener Landesverband durch den ÖFB im Jahr 1921 erlebte der Fußballsport im Bundesland Salzburg seinen ersten großen Aufschwung. Nach Einführung einer eigenen Meisterschaft im selben Jahr erfolgte nur fünf Jahre später (1926) die Erstaustragung des Salzburger Landescups, der den zweiten Höhepunkt neben der Meisterschaft darstellte.
Ausschlaggebend für die Einführung des Wettbewerbes war die Stiftung eines prächtigen Pokals durch den damaligen Salzburger Landeshauptmann Dr. Franz Rehrl an den Salzburger AK 1914 mit der Auflage, diesen als „Pokal des Landeshauptmanns“ jährlich als Wanderpreis unter den erstklassigen Vereinen des Bundeslandes auszuspielen.
Nach dem ersten vom Salzburger Fußballverband ausgerichteten Pokalwettbewerb für die 2. Klasse, der noch im Herbst 1925 als Testlauf startete und den Maxglaner Sportklub „Vorwärts“ zum Sieger hatte, schrieb der SFV bereits für das Folgejahr 1926 den ersten Salzburger Landespokalwettbewerb aus. Dieser erstreckte sich von den Ausscheidungsspielen im März bis zum Finalspiel im September und fand seinen ersten Gewinner im 1. Salzburger SK 1919.
Weniger glücklich verlief die zweite Ausrichtung des Dr.-Rehrl-Pokals 1927. Nachdem bereits beide Semifinalspiele – bei SAK 1914 gegen Amateursportklub verließen mehrere Spieler der Amateure nach umstrittenen Schiedsrichterentscheidungen das Spielfeld, während bei der Begegnung 1. SSK gegen FC Hertha nach dem zweiten Ausschluss eines Sportklubspielers der Schiedsrichter von einem dieser Sportler tätlich angegriffen wurde – musste auch das Finalspiel zwischen SAK 1914 und 1. SSK, für das der Verband um weitere Zwistigkeiten zu vermeiden sogar einen deutschen Schiedsrichter einsetzte ebenfalls nach vielen Härteeinlagen und mehreren Ausschlüssen aufgrund zu weniger Fußballer am Spielfeld abgebrochen werden. Der Verband entschied daraufhin das Spiel nicht zu werten und den Pokal für das Jahr 1927 nicht zu vergeben.
In den folgenden Spieljahren setzte sich ausschließlich die Mannschaft des Salzburger AK 1914 durch und gilt der Verein durch diese Serienerfolge bis heute (2017) als Rekordgewinner des Salzburger Fußballcups. 1935 wurde aus Terminproblemen auf die Ausrichtung des Dr.-Rehrl-Cups verzichtet, ehe es 1936 mit dem erst 1933 gegründeten Halleiner AC einen Überraschungssieger gab. Den vorerst letzten Pokalgewinn sicherte sich 1937 erstmals die Salzburger Austria. Der bereits ausgeloste Wettbewerb für 1938 musste nach dem Anschluss Österreichs an das Deutsche Reich im März 1938 ersatzlos gestrichen werden. Bis Kriegsende waren die Salzburger Vereine in das reichsdeutsche Fußballsystem integriert und spielten in den Vorrunden des Tschammer-Pokals.
Nach dem Zweiten Weltkrieg wurde der Bewerb wieder reaktiviert, stieß in der mit dem Wiederaufbau beschäftigten Bevölkerung aber nur mehr auf geringes Interesse. Einhergehend mit der Vergrößerung des Leistungsunterschieds zwischen den Spitzenvereinen und den kleinen Klubs in den unteren Klassen sowie einer Verknappung der Termine durch die Integration der Salzburger Vereine in den gesamtösterreichischen Fußballsport, ein Bundesländer-Cups wurde in Österreich eingeführt, der 1949 wieder eingestellt wurde, kam es bereits 1949 erneut zur Einstellung. Unter Berufung auf die „große Tradition“ versuchte der Salzburger Fußballverband 1956 die Wiedereinführung des Wettbewerbes, stellte ihn nach einer neuerlichen einjährigen Unterbrechung aber 1959 (vorerst) endgültig ein.
Bis 1959 wurde der Pokal insgesamt 16 Mal ausgetragen. Als Rekordsieger trug sich dabei der Salzburger AK 1914 ein. Von den 16 Titelgewinnen gingen nur vier an Vereine außerhalb der Landeshauptstadt Salzburg, je einmal in den Tennengau (Hallein 1936) und den Pongau (Bischofshofen 1957) sowie zweimal in den Flachgau (Bürmoos 1946 und 1956). Der letzte Gewinner des „alten“ Landespokals wurde Austria Salzburg, der später sowohl auf nationaler wie auch internationaler Ebene erfolgreichste Fußballverein des Bundeslandes.
Wiedereinführung in den 2000er Jahren
| Saison         | Pokal-Sieger                                      | Finalist                                          | Resultat                                          |
| SFV-Stiegl-Cup | SFV-Stiegl-Cup                                    | SFV-Stiegl-Cup                                    | SFV-Stiegl-Cup                                    |
| -------------- | ------------------------------------------------- | ------------------------------------------------- | ------------------------------------------------- |
| 2004/05        | Austria Salzburg Amateure                         | PSV Schwarz-Weiß Salzburg                         | 2:2, 4:3 n. E.                                    |
| 2005/06        | FC Hallein 04                                     | 1. Oberndorfer SK 1920                            | 7:2                                               |
| 2006/07        | SV Grödig                                         | USK Anif                                          | 0:0, 4:2 n. E.                                    |
| 2007/08        | FC Hallein 04                                     | FC Puch                                           | 1:0                                               |
| 2008/09        | SV Grödig II                                      | Salzburger AK 1914                                | 7:1                                               |
| 2009/10        | USK Anif                                          | TSV Neumarkt                                      | 2:1 n. V.                                         |
| 2010/11        | FC Red Bull Salzburg II                           | SV Grödig II                                      | 6:3                                               |
| 2011/12        | SV Austria Salzburg                               | Salzburger AK 1914                                | 4:0                                               |
| 2012/13        | SV Austria Salzburg                               | TSV St. Johann                                    | 4:0                                               |
| 2013/14        | SV Austria Salzburg                               | TSV St. Johann                                    | 6:2                                               |
| 2014/15        | USC Eugendorf                                     | SC Golling                                        | 2:1                                               |
| 2015/16        | USK Anif                                          | FC Bergheim                                       | 3:0                                               |
| 2016/17        | SV Grödig                                         | TSV St. Johann                                    | 4:0                                               |
| 2017/18        | SV Straßwalchen                                   | FC Pinzgau Saalfelden                             | 1:0                                               |
| 2018/19        | USK Anif                                          | FC Zell am See                                    | 2:1                                               |
| 2019/20        | wegen COVID-19-Pandemie in Österreich abgebrochen | wegen COVID-19-Pandemie in Österreich abgebrochen | wegen COVID-19-Pandemie in Österreich abgebrochen |
| 2020/21        | wegen COVID-19-Pandemie in Österreich abgebrochen | wegen COVID-19-Pandemie in Österreich abgebrochen | wegen COVID-19-Pandemie in Österreich abgebrochen |
| 2021/22        | SV Kuchl                                          | SK Bischofshofen                                  | 3:2                                               |
| 2022/23        | SV Austria Salzburg                               | SV Kuchl                                          | 3:2                                               |
| 2023/24        | FC Pinzgau Saalfelden                             | SV Kuchl                                          | 2:1                                               |
| 2024/25        | FC Pinzgau Saalfelden                             | SK Bischofshofen                                  | 1:0                                               |

Im Jahr 2004 kam es im SFV zum Beschluss den Landespokal nach einer 45-jährigen Pause wieder aufleben zu lassen. Erster Sieger im neuen Jahrhundert wurde die Amateurmannschaft des SV Austria Salzburg. Im Jahr darauf gab es mit dem Titelgewinn des erst 2004 gegründeten Fünftligisten FC Hallein 04 eine große Sensation. Der Nachfolgeklub des 1. Halleiner SK und des Halleiner AC schloss damit nahtlos an die glorreichen Zeiten seiner beiden Vorgängerklubs an, der 2008 seinen Erfolg wiederholen konnte. Dazwischen konnte der Regionalligist SV Grödig den Cup für sich entscheiden. Ein Jahr drauf holte die zweite Mannschaft von SV Grödig den Pokal. In den Jahren danach gab es nur Siege von Regionalligisten: USK Anif, später FC Liefering, die zweite Mannschaft um Red Bull Salzburg, dreimal von SV Austria Salzburg, die dann 2014 in die Erste Liga aufstieg, USC Eugendorf, USK Anif 2012, im Jahr 2017 der SV Grödig, im Jahr 2018 der SV Straßwalchen und im Jahr 2019 der USK Anif.  In den folgenden zwei Jahren wurde die Saison wegen der COVID-19-Pandemie in Österreich abgebrochen. In der Saison 2021/22 gewann den Cup der SV Kuchl.

## Bezeichnung
- 1926–1937: Dr.-Rehrl-Pokal
- 1946: Demokratisches Volksblatt-Cup (sogenannter Befreiungscup)
- 1947–1956: Salzburger Landescup
- 1957: Tauernliga-Cup
- 1958/59: Salzburger Landescup
- 2004/05–heute: SFV-Stiegl-Landescup

## Spielmodus, Teilnehmer und Auslosung
Der SFV-Cup wird im K.O.-System ausgetragen. Alle Runden werden in einem Spiel entschieden, bis zum Achtelfinale hat der jener Verein Heimrecht, der in der untersten Liga spielt. Sollten beide Vereine in einer Liga spielen, hat der erstgenannte Verein bei der Auslosung Heimrecht. Ab dem Achtelfinale wird das Heimrecht gelost. Beim Finale gilt der Sieger des erstgezogenen Halbfinalspieles als Heimmannschaft, der Sieger des zweitgezogenen Halbfinalspiels als Auswärtsmannschaft. Steht es nach 90 Minuten Unentschieden wird der Sieger sofort (ohne Verlängerung) im Elfmeterschießen ermittelt.
- 1. Runde: 1. Hauptrunde (Vereine aus der Salzburger Liga, 1. Landesliga, 2. Landesliga, 1. Klasse, 2. Klasse)
- 2. Runde: 2. Hauptrunde
- 3. Runde: 3. Hauptrunde (Vereine aus der Regionalliga West steigen ein)
- 4. Runde: Achtelfinale: 16 Teilnehmer
- 5. Runde: Viertelfinale: 8 Teilnehmer
- 6. Runde: Halbfinale: 4 Teilnehmer
- 7. Runde: Finale: 2 Teilnehmer

## Die Titelträger
| Titel   | Verein                   | in den Jahren                                  |
| ------- | ------------------------ | ---------------------------------------------- |
| 8       | Salzburger AK 1914       | 1927, 1928, 1929, 1930, 1931, 1932, 1933, 1934 |
| 4       | FC Red Bull Salzburg     |                                                |
| davon 3 | als SV Austria Salzburg  | 1937, 1959, 2005 (Amateure)                    |
| davon 1 | als FC Red Bull Salzburg | 2011 (Juniors)                                 |
| 4       | SV Austria Salzburg      | 2012, 2013, 2014, 2023                         |
| 3       | 1. Salzburger SK 1919    | 1926, 1928, 1947                               |
| 3       | SV Grödig                | 2007, 2009 (1b), 2017                          |
| 2       | SV Bürmoos               |                                                |
| davon 1 | als ATSV Bürmoos         | 1946                                           |
| davon 1 | als SV Bürmoos           | 1956                                           |
| 2       | FC Hallein 04            | 2006, 2008                                     |
| 2       | USK Anif                 | 2016, 2019                                     |
| 2       | FC Pinzgau Saalfelden    | 2024, 2025                                     |
| 1       | Halleiner AC             | 1936                                           |
| 1       | Union FC Salzburg        | 1948                                           |
| 1       | SK Bischofshofen         | 1957                                           |
| 1       | FC Liefering             |                                                |
| davon 1 | als USK Anif             | 2010                                           |
| 1       | USC Eugendorf            | 2015                                           |
| 1       | SV Straßwalchen          | 2018                                           |
| 1       | SV Kuchl                 | 2022                                           |